# Ивант (Тексас)
Ивант (енгл. Evant) град је у америчкој савезној држави Тексас. По попису становништва из 2010. у њему је живело 426 становника.

## Демографија
Према попису становништва из 2010. у граду је живело 426 становника, што је 33 (8,4%) становника више него 2000. године.
| Група             | 2000.       | 2010.       |
| Белци             | 314 (79,9%) | 347 (81,5%) |
| Афроамериканци    | 0 (0,0%)    | 1 (0,2%)    |
| Азијати           | 3 (0,8%)    | 0 (0,0%)    |
| Хиспаноамериканци | 61 (15,5%)  | 70 (16,4%)  |
| Укупно            | 393         | 426         |